# Aleksandar Nikolic
Pour les articles homonymes, voir Nikolic.
Cet article concerne l'homme politique français. Pour le joueur puis entraîneur yougoslave de basket-ball, voir Aleksandar Nikolić.
Aleksandar Nikolic [nikɔlitʃ], né le 4 octobre 1986 à La Garenne-Colombes (Hauts-de-Seine), est un homme politique français. 
Membre du Rassemblement national depuis 2014, il est élu député européen en 2024. Il est, en septembre 2024, nommé porte-parole du Rassemblement national et délégué national aux fédérations du Rassemblement national.

## Biographie

### Famille et vie professionnelle
Aleksandar Nikolic naît le 4 octobre 1986 à La Garenne-Colombes.
Fils d’un entrepreneur venu de Serbie et d’une femme de ménage portugaise, il grandit dans les Yvelines.  Après avoir quitté le lycée, il est commerçant dans le prêt-à-porter.
Il est père de deux enfants.

### Premiers engagements politiques et mandats locaux
Aleksandar Nikolic milite dans sa jeunesse au Parti communiste français, puis il vote Front national pour la première fois en 2007. 
Il est encarté au FN en 2013. En 2014, il est élu conseiller municipal de Plaisir,,.
En 2015, il est candidat dans le canton d'Aubergenville mais il n'est pas élu. Lors des régionales de 2015 en Île-de-France, il figure en 7e position et n'est pas élu,.
Lors des européennes de 2019, il figure en 51e position et n'est pas élu.
En juin 2020, il devient conseiller municipal à Saint-Rémy-sur-Avre, en Eure-et-Loir,,,. Candidat aux élections sénatoriales en Eure-et-Loir en septembre, il obtient 2,25 % des voix.
En 2021, il est à la fois candidat dans le canton de Saint-Lubin-des-Joncherets et tête de liste lors des élections régionales en Centre-Val de Loire,. Il est le président du groupe Rassemblement national et alliés au conseil régional du Centre-Val de Loire.
Il s'essaye aussi à la gestion d'un club de football en prenant la tête du J3S Amilly en 2023. Il avait comme projet que ce club soit le premier club français à ne porter que des équipements « fabriqués en France ».

### Député européen et cadre national du parti
Lors des européennes de 2024, il figure en 19e position et est élu député européen.
En raison de la loi sur le cumul des mandats, en août 2024 il démissionne de ses fonctions de conseiller municipal de Saint-Rémy-sur-Avre.
Après les résultats mitigés des élections législatives de 2024 où le Rassemblement national progresse mais échoue à obtenir la majorité même relative des sièges, il est chargé de réorganiser les fédérations départementales et de remplacer massivement les cadres locaux.

### Municipales de 2026
En mai 2025 il déclare sa candidature pour les élections municipales de 2026 à Tours.

### Vie privée
Il est actuellement en couple avec Élodie Babin, élue en 2021 conseillère régionale Centre-Val-de-Loire dans le département du Loiret. Elle était quatrième de liste, alors que Aleksandar Nikolic était tête de liste en Eure-et-Loir.

## Résultats électoraux

### Élections départementales
| Année | Parti | Parti | Canton                     | Binôme               | 1er tour | 1er tour | 1er tour | 2d tour | 2d tour | 2d tour | Issue |
| Année | Parti | Parti | Canton                     | Binôme               | Voix     | %        | Rang     | Voix    | %       | Rang    | Issue |
| ----- | ----- | ----- | -------------------------- | -------------------- | -------- | -------- | -------- | ------- | ------- | ------- | ----- |
| 2015  |       | FN    | Aubergenville              | Élodie Babin         | 5 323    | 23,49    | 2e       | 5 339   | 25,29   | 2e      | Battu |
| 2021  |       | RN    | Saint-Lubin-des-Joncherets | Virginia de Oliveira | 2 093    | 28,48    | 2e       | 2 260   | 31,76   | 2e      | Battu |

### Élections législatives
| Année | Parti | Parti | Circonscription   | 1er tour | 1er tour | 1er tour | 2d tour | 2d tour | 2d tour | Issue   |
| Année | Parti | Parti | Circonscription   | Voix     | %        | Rang     | Voix    | %       | Rang    | Issue   |
| ----- | ----- | ----- | ----------------- | -------- | -------- | -------- | ------- | ------- | ------- | ------- |
| 2017  |       | FN    | 2e d'Eure-et-Loir | 5 566    | 17,15    | 3e       | /       | /       | /       | Éliminé |
| 2022  |       | RN    | 2e d'Eure-et-Loir | 7 880    | 24,50    | 2e       | 10 854  | 37,67   | 2e      | Battu   |

### Élections municipales
Les résultats ci-dessous concernent uniquement les élections où il est tête de liste.
| Année | Parti | Parti | Commune             | 1er tour | 1er tour | 1er tour | 2d tour | 2d tour | 2d tour | Sièges obtenus |
| Année | Parti | Parti | Commune             | Voix     | %        | Rang     | Voix    | %       | Rang    | Sièges obtenus |
| ----- | ----- | ----- | ------------------- | -------- | -------- | -------- | ------- | ------- | ------- | -------------- |
| 2014  |       | FN    | Plaisir             | 930      | 9,25     | 3e       | /       | /       | /       | 1 / 39         |
| 2020  |       | RN    | Saint-Rémy-sur-Avre | 198      | 16,58    | 4e       | 145     | 12,48   | 3e      | 1 / 27         |
| 2026  |       | RN    | Tours               |          |          |          |         |         |         | /              |

### Élections régionales
Les résultats ci-dessous concernent uniquement les élections où il est tête de liste.
| Année | Parti | Parti | Région              | 1er tour | 1er tour | 1er tour | 2d tour | 2d tour | 2d tour | Sièges obtenus |
| Année | Parti | Parti | Région              | Voix     | %        | Rang     | Voix    | %       | Rang    | Sièges obtenus |
| ----- | ----- | ----- | ------------------- | -------- | -------- | -------- | ------- | ------- | ------- | -------------- |
| 2021  |       | RN    | Centre-Val de Loire | 126 489  | 22,24    | 2e       | 128 183 | 22,24   | 3e      | 13 / 77        |